# 비센테 아센시
비센테 아센시 알벤토사(스페인어: Vicente Asensi Albentosa; 1919년 1월 28일, 발렌시아 주 랄쿠디아 데 크레스핀스 ~ 발렌시아 주 발렌시아)는 스페인의 전 축구 선수로, 현역 시절 대부분을 발렌시아에서 보내며 308경기에 출전해 33골을 기록했다. 그는 에피, 아마데오, 문도, 그리고 고로스티사와 더불어 1940년대 발렌시아 역사상 최강의 공격진을 이루었다. 그는 현역 시절 대부분을 좌측 미드필더로 활약했지만, 나이가 들어서는 더 후방을 맡게 되었고, 말년에는 수비수로 활약했다. 국제 무대에서, 그는 1945년부터 1950년까지 스페인 국가대표팀 일원으로 6번의 국제 경기에 출전했다.